# Deniz Hasgüler
Deniz Hasgüler (* 13. Februar 1992 in Ankara) ist eine türkische Schauspielerin.

## Leben und Karriere
Hasgüler wurde am 13. Februar 1992 in Ankara geboren. 2013 bekam Hasgüler in dem Film  Jîn die Hauptrolle. Außerdem bekam sie durch den Film verschiedene Auszeichnungen. Im selben Jahr spielte sie in dem Film Şarkı Söyleyen Kadınlar die Hauptrolle.

## Filmografie
- 2013: Jîn (Film)
- 2013: Şarkı Söyleyen Kadınlar (Film)

## Auszeichnungen
- 2013: Kopenhagener Buster Film Festival[3]
- 2013: 20. Uluslararası Adana Altın Koza Film Festivali Türkan Şoray[4]
- 2013: Bilkent Üniversitesi Film Festivali[5]
- 2013: Ankara Film Festivali En İyi Yardımcı Kadın Oyuncu - Şarkı Söyleyen Kadınlar[6]